# ISO 3166-2:HR
کد ISO 3166-2:HR بخشی از استاندارد ایزو ۳۱۶۶ برای کشور کرواسی است که توسط سازمان بین‌المللی استانداردسازی ISO تنظیم شده‌است این سازمان، کدهای استاندارد را برای تقسیمات کشوری (ایالتها یا استانهای) کشورهای فهرست شده در استاندارد ایزو ۳۱۶۶-۱ تعریف می‌کند.
هر کد شامل دو بخش می‌گردد که توسط علامت - جدا می‌گردند.
- بخش نخست HR که در ایزو ۳۱۶۶-۱ آلفا-۲ کد کشور کرواسی است.
- بخش دوم شامل یک یا دو یا سه حرف است که بیان‌کننده استان یا ایالت کشور کرواسی می‌باشد.

## کدها

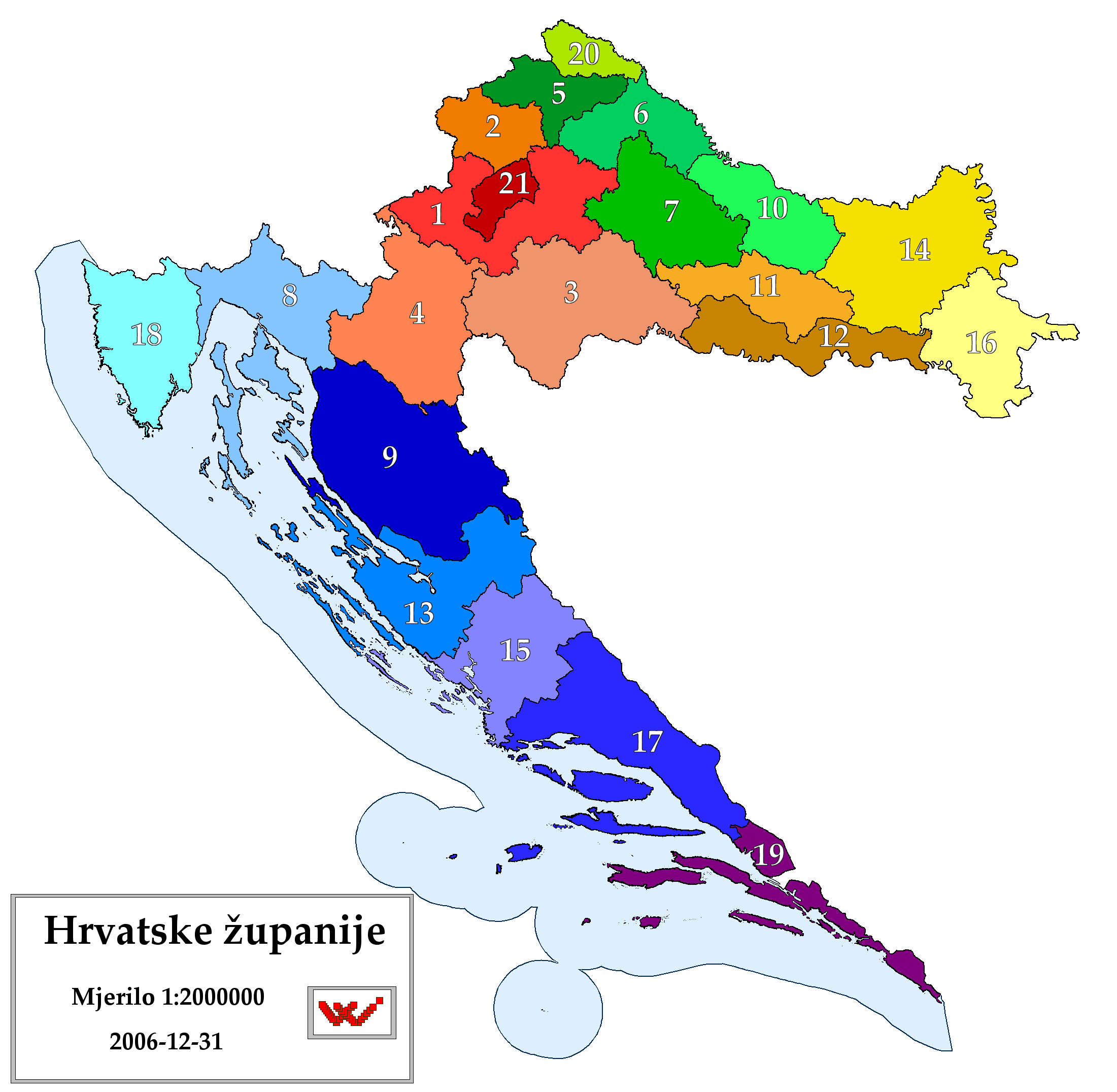
Mappa della Croazia suddivisa in regioni, con il loro کدها ISO 3166-2.

| کدها  | استان                       |
| ----- | --------------------------- |
| HR-21 | زاگرب                       |
| HR-07 | بیلوار-بیلگرا               |
| HR-12 | برد پساوینا                 |
| HR-19 | دوبروونیک نرتوا             |
| HR-18 | ایستریا (شهرستان)           |
| HR-04 | کارلوواک                    |
| HR-06 | کپریونیتسا-کریژوتسی         |
| HR-02 | کراپینا-زاگریه (شهرستان)    |
| HR-09 | Lika-Senj County            |
| HR-20 | Međimurje County            |
| HR-14 | اوسییک-بارانجا              |
| HR-11 | Požega-Slavonia County      |
| HR-08 | شهرستان پریمرجگرسکی کتر     |
| HR-03 | Sisak-Moslavina County      |
| HR-17 | Split-Dalmatia County       |
| HR-15 | Šibenik-Knin County         |
| HR-05 | واراژدین                    |
| HR-10 | Virovitica-Podravina County |
| HR-16 | شهرستان ووکوار اسریجم       |
| HR-13 | زادار                       |
| HR-01 | زاگرب                       |